# Rügelose Einlassung
Die rügelose Einlassung ist ein prozessrechtlicher Begriff. Sie begründet ausnahmsweise die Zuständigkeit eines an sich unzuständigen Gerichts. 

## Deutschland

### Zivilrecht
Grundsätzlich muss die Zuständigkeit der Gerichte gesetzlich bestimmt werden und unterliegt nicht der Disposition der Streitparteien. Jedermann hat ein Recht auf den gesetzlichen Richter.
Unter  bestimmten Voraussetzungen kann jedoch der Gerichtsstand für Zivilprozesse vertraglich vereinbart werden (Prorogation). Das gilt insbesondere für Kaufleute (§ 38 ZPO).
Die Zuständigkeit kraft rügeloser Einlassung unterscheidet sich von einer solchen Gerichtsstandsvereinbarung dadurch, dass sie keiner Vereinbarung beider Parteien bedarf, sondern durch einseitiges Verhalten des Beklagten zustande kommt.
Wenn der Beklagte eines Zivilprozesses vor einem unzuständigen Gericht zur Hauptsache verhandelt, folgt daraus die Zuständigkeit des Gerichts kraft rügeloser Einlassung (§ 39 ZPO). Rügt der Beklagte dagegen die Unzuständigkeit, wird die Klage als unzulässig abgewiesen. Vor dem Amtsgericht bedarf es eines richterlichen Hinweises (§ 504 ZPO). Unterbleibt der Hinweis, verbleibt es bei der Unzuständigkeit des Gerichts. 
Entscheidet ein unzuständiges Gericht, kann gegen das Urteil allein aus diesem Grund später keine Berufung eingelegt werden (§ 513 Abs. 2 ZPO).
§ 39 ZPO findet keine Anwendung, wenn ein Fall der ausschließlichen Zuständigkeit eines Gerichts gegeben ist, weil diese gerade nicht vom Willen der Parteien abhängen soll (§ 40 Abs. 2 S. 2 ZPO).

### Strafrecht
Gem. § 16 StPO kann der Angeklagte den Einwand der örtlichen Unzuständigkeit des Gerichts nur bis zum Beginn seiner Vernehmung zur Sache in der Hauptverhandlung geltend machen.

## Europarecht
Nach Art. 26 der Brüssel Ia-Verordnung (Art. 24 EuGVVO) kann die internationale Zuständigkeit eines Gerichts in einem Mitgliedstaat der Europäischen Union durch rügeloses Einlassen begründet werden. Allerdings ist dafür bereits die rügelose Einlassung in der Klageerwiderungsschrift ausreichend, eine Einlassung zur Hauptsache in der mündlichen Verhandlung ist nicht erforderlich.